# Synagoge (Heßheim)
Die Synagoge in Heßheim, einer Gemeinde im Osten von Rheinland-Pfalz, wurde als solche 1830 errichtet, 1911 verkauft und bis 1912 neu überbaut. Die Synagoge stand in der Hauptstraße.

## Geschichte
Für die Zeit nach der Zerstörung Heßheims im Pfälzischen Erbfolgekrieg ist für den kurpfälzischen Ort eine jüdische Familie nachgewiesen. Eine Synagoge könnte bereits 1749 bestanden haben. Die Zahl der jüdischen Einwohner stieg in der bayerischen Zeit bis 1848 auf 72 Personen in 11 Familien an. Im April 1830 kaufte der Handelsmann Moritz Hirschler ein kleines Haus „um 80 Gulden“ für die jüdische Gemeinde an. Es wird 1835 als Synagoge bezeichnet und 1840 in der „Liquidation und Declaration des Grundbesitz-Standes“, dem Urkataster, unter der Hausnummer 79 und Plannummer 49 erfasst. Damals wurde es als „Judenschule an der Hauptstraße“ (Bethaus bzw. Synagoge) bezeichnet. Die Grundfläche des Gebäudes betrug 34 Quadratmeter. Auch Familien aus den Nachbarorten Beindersheim und Heuchelheim, wo sich der jüdische Friedhof befand, besuchten den Gottesdienst in Heßheim.
Bereits 1880 hatte sich die jüdische Gemeinde des Dorfs innerhalb von 30 Jahren auf 40 Menschen jüdischen Glaubens halbiert. 1880 lebte in Beindersheim noch die Familie des Landhändlers, während Heuchelheim keine Einwohner jüdischen Glaubens mehr hatte. Wenige Jahre später konnten nur noch hohe Feste in der Synagoge begangen werden, da nur an diesen Tagen der Minjan von zehn religionsmündigen Männern erreicht wurde. 1900 verkaufte die jüdische an die Ortsgemeinde ihren Hofanteil mit 140 Quadratmetern. Heßheim erwarb damit die Zufahrt zum 1883 errichteten ehemaligen Feuerwehrgerätehaus.
Im Mai 1911 wurde die nur noch 20 Personen zählende Gemeinde aufgelöst und das Gebäude bis zum 26. November 1912 abgerissen und neu überbaut. Auf dem kleinen Grundstück entstand ein halbes Haus, das später nach hinten verlängert wurde. Auf dem Nachbargrundstück an der Hauptstraße wurde in den 1950er Jahren die Protestantische Christuskirche errichtet.